# معهد البحرين للحقوق والديمقراطية
معهد البحرين لحقوق الإنسان والديمقراطية (BIRD) هو منظمة غير ربحية تعنى بحقوق الإنسان ومقرها في لندن، تروج للديمقراطية وحقوق الإنسان في البحرين. تأسس بواسطة سيد أحمد العوضي ‏، علا Shehabi وحسين عبدالله في عام 2013، ويموله Sigrid Rausing Trust للسنوات 2016-2019. كما وافق الصندوق الوطني للديمقراطية على منحة لعام 2015.

## القيادة

### سيد أحمد العوضي
أحد مؤسسي BIRD، سيد أحمد العوضي ‏، حصل على اهتمام بسبب عمله في المناصرة واحتجاجه ضد زيارات أعضاء العائلة المالكة البحرينية إلى المملكة المتحدة. كلاجئ من البحرين، سحبت منه جنسيته البحرينية في يناير 2015 وقد قدم طلبًا للجوء في المملكة المتحدة. في عام 2020، كان الفائز المشترك بجائزة مؤشر الرقابة "للنشاط"، لـ "[استمرار] عمله كناقد بارز للحكومة البحرينية ... على الرغم من الخطر الذي يواجهه هو وعائلته."

## الحملات
قاد BIRD عددًا من الحملات لزيادة الوعي حول ما يرونه كقمع سياسي لحركة الديمقراطية البحرينية. وقد شملت هذه الحملات حول سباق الفورمولا 1 في البحرين وترشيح الشيخ سلمان آل خليفة لرئاسة الفيفا في عام 2016.
كان BIRD نشطًا في المناصرة من أجل إطلاق سراح الناشط البحريني لحقوق الإنسان نبيل رجب، الذي سُجن مرارًا في البحرين بعد انتقاده للحكومة البحرينية.
عمل BIRD عن كثب مع منظمات حقوق الإنسان الإقليمية والدولية بما في ذلك هيومن رايتس ووتش، Reprieve، أمنستي إنترناشونال، الحملة ضد تجارة الأسلحة البريطانية، ائتلاف وقف الحرب، مركز البحرين لحقوق الإنسان (BCHR)، والأمريكيون من أجل الديمقراطية وحقوق الإنسان في البحرين (ADHRB).